# Malika du Maroc
La princesse Lalla Malika, née le 14 mars 1933 à Rabat et morte le 28 septembre 2021 dans la même ville, est une princesse marocaine de la dynastie alaouite.

## Biographie
Fille de Mohammed V du Maroc et de Lalla Abla, Malika du Maroc est une des sœurs du roi Hassan II.
En 1947, âgée de 10 ans, Lalla Malika obtient son certificat d’études primaires marocain et français. Elle est scolarisée au lycée de jeunes filles de Rabat, comme sa grande sœur Lalla Aïcha. En 1953, à cause de l’exil de sa famille, d’abord en Corse puis à Madagascar, elle est contrainte de changer d’établissement scolaire. Son père et sa famille habitent à Antsirabe et Lalla Malika est interne dans un collège religieux, chez les sœurs de Notre-Dame-de-Cluny. Elle ne supporte pas longtemps l’internat, tout comme son frère Moulay Abdallah interne dans un autre établissement, et quitte très vite cet établissement pour suivre des cours particuliers, son frère également.
En 1958, Lalla Malika complète une formation à l'école d'infirmières de Rabat. En son honneur, dans cette ville même sera inaugurée par la suite l'École d'État d'Infirmiers Lalla Malika.

## Patronnage
Elle est présidente du Croissant-Rouge marocain de 1957 à sa mort,. En 2011, le roi Mohammed VI inaugure à Tétouan le Centre S.A.R. la Princesse Lalla Malika pour la Formation des Volontaires et Professionnels de la Santé.

## Mariage
Au Dar al-Makhzen à Rabat le 16 août 1961, elle est mariée (dans une triple cérémonie avec ses sœurs, Aïcha et Fatima) à Mohammed Cherkaoui.
Le couple a quatre enfants :
- Chérif Moulay Sulaiman Cherkaoui. Le 21 mars 2002 il épouse à Rabat au Dar al-Makhzen, Lalla Hind Hrida ;
- Chérif Moulay Omar Cherkaoui. Ancien officier, aujourd'hui conseiller du roi Mohammed VI ;
- Chérif Moulay Mehdi Cherkaoui ;
- Chérifa Lalla Rabia Cherkaoui.

## Distinctions
- Dame grand cordon de l'ordre du Trône[11].
- Ordre de Souveraineté du Maroc (2007)[12].